# 브로바리
브로바리(우크라이나어: Бровари)는 우크라이나 키이우주 동부에 있는 도시로 면적은 2,534km2, 인구는 94,000명(2008년 기준)이다. 도시 이름은 우크라이나어로 "양조가"를 뜻한다. 문헌에 처음 등장한 시기는 1630년이다.

시기
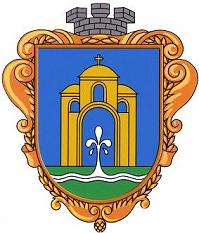
시 문장

## 자매 도시
- 프랑스 퐁트네수부아
- 러시아 숄코보
- 벨라루스 슬루츠크
- 미국 록퍼드